# Musei della Liguria
Questa lista è suscettibile di variazioni e potrebbe essere incompleta o non aggiornata.

Elenco in ordine alfabetico per province dei musei della regione Liguria:

(per i musei situati in altre regioni vedi: Musei italiani)

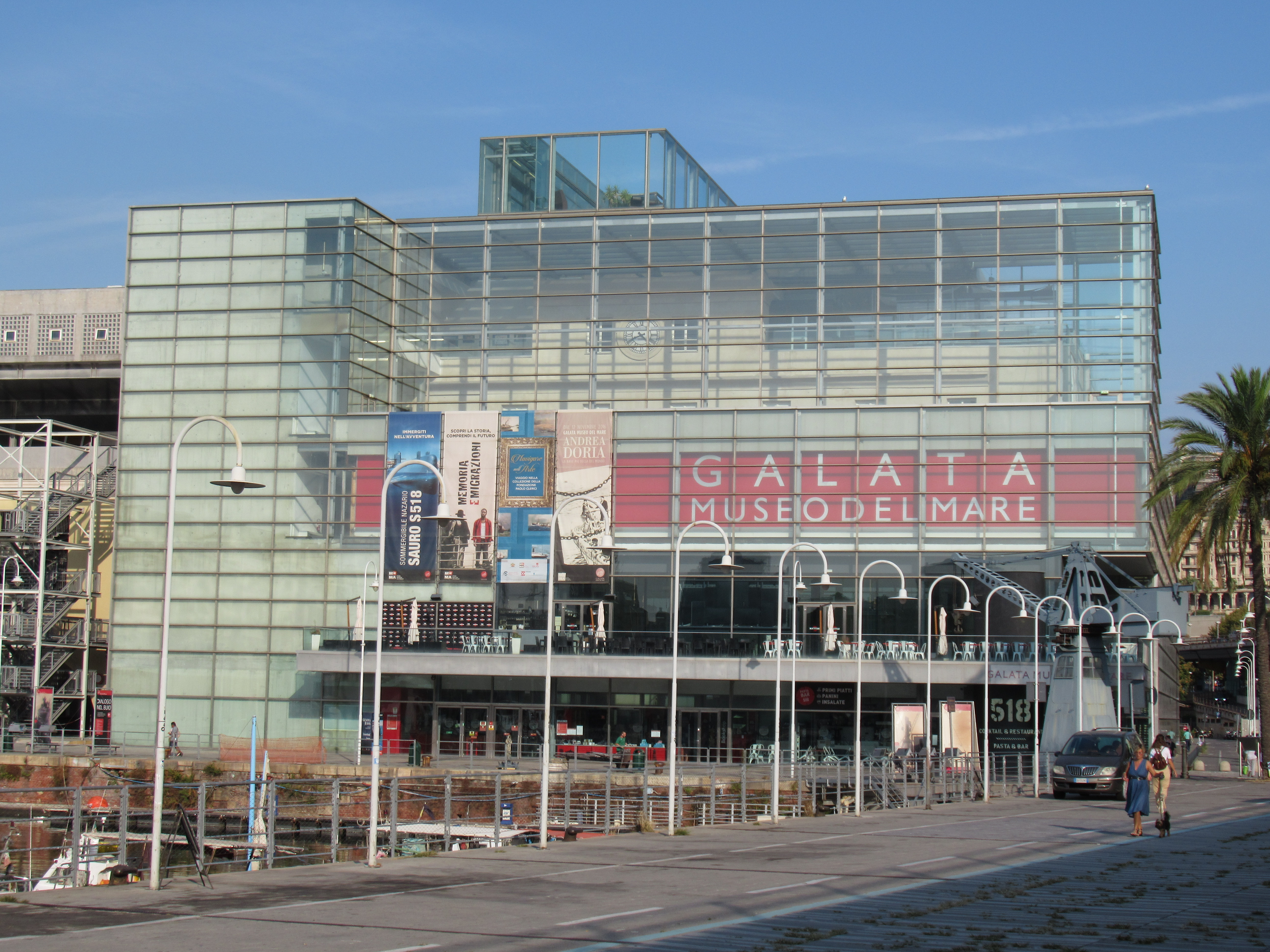
Genova, Galata Museo del Mare.

Inserire nuovi musei sotto le relative province. In evidenza i comuni con almeno tre musei segnalati.

## Città metropolitana di Genova

### Genova
- Acquario di Genova
- Castello d'Albertis (vedi sotto Museo delle culture del mondo)
- Castello Mackenzie
- Galleria nazionale di palazzo Spinola
- Magazzini dell'Abbondanza
- Museo-biblioteca dell'attore
- Museo d'arte contemporanea Villa Croce
- Museo d'arte orientale Edoardo Chiossone
- Museo del jazz - Italian Jazz Institute
- Museo del Risorgimento e istituto mazziniano
- Museo del tesoro della cattedrale di San Lorenzo
- Accademia ligustica di belle arti
- Museo dell'acqua e del gas
- Museo della storia del Genoa
- Museo delle culture del mondo - Castello D'Albertis
- Museo di archeologia ligure
- Museo di etnomedicina Antonio Scarpa presso l'Università
- Museo di palazzo del Principe
- Museo di Palazzo Reale
- Museo di Sant'Agostino
- Museo di storia naturale Giacomo Doria
- Museo diocesano
- Museo ebraico
- Museo Emanuele Luzzati
- Mu.MA - Museo Nazionale dell'emigrazione italiana
- Mu.MA - Galata − Museo del mare
- Mu.MA - Museo della Lanterna
- Mu.MA - Museo navale
- Museo nazionale dell'Antartide Felice Ippolito
- Galleria Palazzo Bianco
- Galleria Palazzo Rosso
- Via del Campo 29 rosso

### Polo museale di Nervi
Le seguenti strutture fanno parte del polo museale di Nervi:
- Galleria d'arte moderna
- Museo Giannettino Luxoro
- Raccolte Frugone
- Wolfsoniana

### Chiavari
- Museo archeologico nazionale di Palazzo Rocca
- Museo diocesano di arte sacra di Chiavari
- Museo storico del Risorgimento e quadreria della società economica
- Pinacoteca civica di Palazzo Rocca

### Rapallo
- Museo del merletto
- Museo Attilio e Cleofe Gaffoglio
- Museo della civiltà contadina G. Pendola

### Altri
- Museo archeologico di Camogli, Camogli
- Museo marinaro di Camogli, Camogli
- Museo civico della filigrana, Campo Ligure
- Museo delle marionette, Campomorone
- Museo di paleontologia e mineralogia, Campomorone
- Museo Parmagemma, Casarza Ligure
- Museo dell'emigrante Casa Giannini, Favale di Malvaro
- Collezione Alloisio, Lavagna
- Museo del Damasco e della storia del territorio, Lorsica
- Museo degli usi e costumi della valle Stura, Masone
- Museo del sacro dell'alta val Trebbia, Montebruno
- Museo di cultura contadina dell'alta val Trebbia, Montebruno
- Galleria d'arte Portofino, Portofino
- Museo ienerario di Val Fontanabuona, San Colombano Certenoli
- Museo Vittorio Giovanni Rossi, Santa Margherita Ligure
- Museo alta valle Scrivia sezione archeologica, Savignone
- Museo alta valle Scrivia sezione etnologica, Valbrevenna

## Provincia di Imperia

### Imperia
- Museo del presepe e pinacoteca civica di Imperia
- Museo dell'olivo
- Museo navale internazionale del ponente ligure
- Villa Grock

### Altri
- Pinacoteca civica Baiardo, Bajardo
- Museo della FondazioneFamiglia Terruzzi Villa Regina Margherita, Bordighera
- Museo e biblioteca Clarence Bicknell, Bordighera
- Istituto internazionale di studi liguri, Bordighera
- Museo-orto botanico Giardino Esotico Pallanca, Bordighera
- Fondazione Pompeo Mariani, Bordighera
- Museo partigiano di Carpasio, Montalto Carpasio
- Museo etnografico del ponente ligure, Cervo
- Museo civico della Comunitas Diani, Diano Marina
- Museo d'arte sacra L. Acquarone, Lucinasco
- Museo storico ambientale della cultura delle Alpi liguri, Mendatica
- Museo G. D. Cassini, Perinaldo
- Museo civico di Sanremo, Sanremo
- Pinacoteca Rambaldi, Sanremo
- Museo di Villa Nobel, Sanremo
- Museo di S. Domenico, Taggia
- Museo etnografico e della stregoneria, Triora
- Museo della canzone e della riproduzione sonora, Vallecrosia
- Museo civico archeologico Girolamo Rossi, Ventimiglia
- Museo preistorico dei Balzi Rossi, Ventimiglia
- Antiquarium di Albintimilium, Ventimiglia

## Provincia della Spezia

### La Spezia
- Museo civico archeologico Ubaldo Formentini
- Museo civico Amedeo Lia
- Centro d'arte moderna e contemporanea (CAMeC)
- Museo diocesano della Spezia
- Museo tecnico navale
- Museo nazionale trasporti
- Museo civico etnografico Giovanni Podenzana
- Palazzina delle arti e museo del sigillo
- Museo dello sport

### Brugnato
- Museo diocesano di Brugnato
- Museo mineralogico Ambrogio Del Caldo

### Calice al Cornoviglio
- Pinacoteca David Beghè
- Piccolo museo Pietro Rosa
- Museo dell'apicoltura.
- Museo della Galassia

### Luni
- Museo archeologico nazionale di Luni
- Ecomuseo etnografico di Luni

### Portovenere
- Museo della chiesa di San Lorenzo
- Antiquarium del Varignano

### Sarzana
- Museo diocesano di Sarzana
- Museo delle Fortezze

### Altri
- Galleria d'arte moderna A. Discovolo, Bonassola
- Museo mineralogico, Carro
- Museo geopaleontologico, Lerici
- Museo permanente della cultura materiale, Levanto
- Esposizione di minerali e reperti archeologici, Maissana
- Museo contadino di Varese Ligure, Varese Ligure
- Pinacoteca comunale di Vezzano Ligure, Vezzano Ligure
- Mostra permanente storico-archeologica, Zignago

## Provincia di Savona

### Savona
- Pinacoteca civica di Savona
- Museo All About Apple
- Collezione d'arte della Cassa di Risparmio di Savona
- Collezione d'arte Sandro Pertini
- Casa-museo santa Maria Giuseppa Rossello
- Museo Renata Cuneo
- Museo del tesoro della cattedrale di Savona
- Museo del tesoro del santuario della Misericordia
- Museo della ceramica di Savona
- Museo storico archeologico di Savona
- Quadreria del seminario vescovile

### Albenga
- Museo diocesano di Albenga
- Civico museo ingauno
- Museo navale romano
- Palazzo Oddo
- Museo del Casco e del Go Kart d' Epoca

### Albissola Marina
- Casa fabbrica museo G. Mazzotti
- Museo del centro studi A. Jorn
- Museo di villa Faraggiana

### Altri
- Museo naturalistico del Liceo Ginnasio Don Bosco, Alassio
- Museo del vetro e dell'arte vetraia, Altare
- Museo Manlio Trucco, Albisola Superiore
- Collezione centro internazionale M. L. Jeanneret, Boissano
- Raccolta d'arte contemporanea R. Pastori, Calice Ligure
- Museo paleontologico S. Lai, Ceriale
- Museo archeologico del Finale, Finale Ligure
- Museo Perrando, Sassello
- Museo Etnografico della Val Varatella, Toirano
- Museo preistorico N. Lamboglia, Toirano
- Museo civico Don Queirolo, Vado Ligure
- Museo di Villa Groppallo, Vado Ligure